# Latham Gaines
Latham Gaines (* 3. Februar 1964 in Birmingham, Alabama) ist ein US-amerikanischer Schauspieler, Künstler und Erfinder. Sein Vater ist der Schriftsteller Charles Gaines, der unter anderem auch das Drehbuch zu Pumping Iron lieferte, seine Mutter ist die Künstlerin Patricia Ellisor Gaines. Zusammen mit seinem Bruder Shelby Shook Gaines gründete Latham Gaines das Sound-Sculpture-Duo GAINES, das unter anderem im Jahre 2010 für die Musik in Ethan Hawkes Revival von Sam Shepards Stück A Lie of the Mind für einen Drama Desk Award in der Kategorie „Outstanding Music in a Play“ nominiert wurde.

## Leben und Karriere
Der im Jahre 1964 in Birmingham im US-Bundesstaat Alabama geborene und aufgewachsene Latham Gaines, der auch in den Vereinigten Staaten, genauer in New York City Schauspielkunst studierte, lebte zuvor mehr als ein Jahrzehnt in Neuseeland, von wo aus er an seinem internationalen Durchbruch arbeitete, nebenbei aber auch in den verschiedensten neuseeländischen bzw. US-amerikanisch-neuseeländischen Koproduktionen Erfahrung sammelte. So war er von 1995 bis 2001 in insgesamt vier bzw. fünf verschiedenen Episoden der US-Fernsehserie Xena – Die Kriegerprinzessin, die in Neuseeland gedreht wurde, im Einsatz. Des Weiteren war 1996 auch in zwei Folgen von Hercules zu sehen, wobei auch bei dieser Serie der Hauptdrehort Neuseeland war. Während sich Gaines in den Folgejahren immer mehr vom Fernsehen bzw. von international bekannteren Serien zurückzog, trat er nebenbei in verschiedenen Theaterstücken in Erscheinung. Darunter im Jahre 1998 in 12 Angry Men oder 1999 in Cabaret, die beide durch die Auckland Theatre Company stattfanden. Seinen wohl ersten nennenswerten Filmauftritt hatte Gaines etwa um das Jahr 1997, als er im Kurzfilm Blunted in Erscheinung trat. Nach einem Auftritt in einer Episode von Cleopatra 2525 im Jahre 2000, folgten ab dem Jahre 2002 zahlreiche Auftritte des im Exil lebenden Latham Gaines. So hatte er unter anderem im Jahre 2002 kleinere Rolle in den Filmen Firefighter – Inferno in Oregon und Mord in Greenwich, wobei er beim erstgenannten Film auch als Dialog-Coach eingesetzt wurde. Im Folgejahr war Gaines in einer unbekannten Anzahl an Episoden der neuseeländischen Serie Spin Doctors zu sehen und hatte zudem eine Gastrolle in einer Folge von Secret Agent Men, einer ebenfalls neuseeländischen Produktion. Zudem wurde er in diesem Jahr von der Auckland Theatre Company im Theaterstück The Graduate eingesetzt.
Verhältnismäßig viele Auftritte hatte der gebürtige US-Amerikaner im Jahre 2004, als er neben einem Filmauftritt in Familie auf Umwegen auch in einer Nebenrolle in allen 38 Episoden von Power Rangers Dino Thunder zu sehen war, wobei diese US-amerikanisch-neuseeländische Koproduktion nicht sein letzter Einsatz in diesem Jahr war. In der dritten Staffel der rund halbstündigen neuseeländischen Serie Mataku kam Gaines außerdem noch zum Einsatz. Auch das Jahr 2005 verlief mit verhältnismäßig vielen Einsätzen des zum Teil schon routinierten Schauspielers. So hatte er in diesem Jahr Auftritte im mehrfach nominierten und ausgezeichneten Film Mit Herz und Hand und dem dreifachen Oscargewinner King Kong, was bis dato zu den wohl größten Highlights in seiner Karriere zählte. Zudem brachte er es auf Einsätze in der ebenfalls in Neuseeland produzierten Fernsehserie Interrogation, sowie zu einem Auftritt in High Society an der Auckland Theatre Company, wo er 2006 auch im Stück Doubt vertreten war. In ebendiesem Jahr wurde er schließlich auch im US-NZ-Film Fatal Contact: Bird Flu in America eingesetzt, in dem ihm allerdings nur eine eher kleine Rolle als Kostmart-Manager zugeteilt war. Seinen eigentlichen Durchbruch im Film hatte Gaines erst verhältnismäßig spät, als er als 42- bzw. 43-Jähriger im Film Brücke nach Terabithia in einer nicht unwesentlichen Nebenrolle als Bill Burke zu sehen war. In den darauffolgenden Jahren nahmen seine Auftritte allerdings maßgeblich ab, wobei er es 2008 lediglich auf einen Einsatz in einer Episode von Law & Order: Special Victims Unit brachte. 2009 hatte er in Neuseeland einen neuerlichen Durchbruch, als er als einer der Hauptdarsteller in die nur kurzlebige Fernsehserie The Cult gebucht wurde, in der man ihn als Edward North in allen 13 Episoden sehen konnte. Für seine dortigen Leistungen wurde er noch im Folgejahr für einen Qantas Film & Television Award in der Kategorie „Performance by an Actor in General Television“ nominiert. In ebendiesem Jahr folgte eine weitere Nominierung Gaines, der mit seinem Bruder Shelby Shook Gaines als Sound-Sculpture-Duo GAINES in Ethan Hawkes Revival von Sam Shepards Stück A Lie of the Mind die Musik einbrachte und dafür für einen Drama Desk Award in der Kategorie „Outstanding Music in a Play“ nominiert wurde.
Im Jahre 2008 gründete Latham Gaines mit seiner Partnerin und späteren Ehefrau, der ebenfalls als Schauspielerin tätigen Laura Interval, die Firma Opi and Me, die sich auf die Produktentwicklung von Spielzeug und Spielen spezialisiert. Im Jahre 2009 heiratete das Paar, das unter anderem noch im selben Jahr in The Cult zusammen vor der Kamera stand.

## Filmografie (Auswahl)
Filmauftritte (auch Kurzauftritte)
- 1997: Blunted (Kurzfilm)
- 2002: Firefighter – Inferno in Oregon (Superfire; auch als Dialog-Coach im Einsatz)
- 2002: Mord in Greenwich (Murder in Greenwich)
- 2004: Familie auf Umwegen (Raising Waylon)
- 2005: Mit Herz und Hand (The World's Fastest Indian)
- 2005: King Kong
- 2006: Fatal Contact: Bird Flu in America
- 2007: Brücke nach Terabithia (Bridge To Terabithia)
- 2025: Heart Eyes – Der Pärchen-Killer (Heart Eyes)

Serienauftritte (auch Gast- und Kurzauftritte)
- 1995–2001: Xena – Die Kriegerprinzessin (Xena: Warrior Princess) (4 bzw. 5 Episoden)
- 1996: Hercules (2 Episoden)
- 2000: Cleopatra 2525 (1 Episode)
- 2003: Spin Doctors (? Episoden)
- 2003: Secret Agent Men (1 Episode)
- 2004: Power Rangers Dino Thunder (38 Episoden)
- 2004: Mataku
- 2005: Interrogation (? Episoden)
- 2008: Law & Order: Special Victims Unit (1 Episode)
- 2009: The Cult (13 Episoden)

## Theaterauftritte (Auswahl)
- 1998: 12 Angry Men → Auckland Theatre Company
- 1999: Cabaret → Auckland Theatre Company
- 2003: The Graduate → Auckland Theatre Company
- 2005: High Society → Auckland Theatre Company
- 2006: Doubt → Auckland Theatre Company
- 2010: A Lie of the Mind → Acorn Theater

## Nominierungen
- 2010: Qantas Film & Television Award in der Kategorie „Performance by an Actor in General Television“ für sein Engagement in The Cult
- 2010: Drama Desk Award in der Kategorie „Outstanding Music in a Play“ für die Musik in Ethan Hawkes Revival von Sam Shepards Stück A Lie of the Mind